# Aleksandar Rakić
Aleksandar Rakić, född 6 februari 1992 i Wien, är en österrikisk MMA-utövare av serbisk härkomst. En nation han även representerar ibland i matchsammanhang. Sedan 2017 tävlar han i organisationen Ultimate Fighting Championship.

## Tävlingsfacit
| Resultat | Facit | Motståndare             | Metod                 | Evenemang                                    | Datum             | Rond | Tid  | Plats                    | Notering                 |
| -------- | ----- | ----------------------- | --------------------- | -------------------------------------------- | ----------------- | ---- | ---- | ------------------------ | ------------------------ |
| Förlust  | 0-1   | Christian Radke (GER)   | Submission (giljotin) | RTC - Rock the Cage 2                        | 15 oktober 2011   | 1    | 4:34 | Greifswald, Tyskland     |                          |
| Vinst    | 1-1   | Carsten Lorenz (GER)    | TKO (slag)            | New Talents 15                               | 4 februari 2012   | 1    | 1:42 | Erfurt, Tyskland         |                          |
| Vinst    | 2-1   | Richard Longhimo (SLO)  | TKO (slag)            | Iron Fist: Vendetta 3                        | 18 mars 2012      | 2    | 4:30 | Wien, Österrike          |                          |
| Vinst    | 3-1   | Laszlo Czene (HUN)      | KO (huvudspark)       | WCF: Challengers 3                           | 3 juni 2012       | 1    | n/a  | Wien, Österrike          |                          |
| Vinst    | 4-1   | Péter Rozmaring (HUN)   | Submission (nord-syd) | Vendetta: Rookies 2                          | 6 juli 2013       | 1    | 1:32 | Wien, Österrike          |                          |
| Vinst    | 5-1   | Péter Norbert (HUN)     | TKO (slag)            | Heimgala 2                                   | 13 september 2014 | 1    | 4:57 | Wien, Österrike          |                          |
| Vinst    | 6-1   | Marcin Prachnio (POL)   | TKO (slag)            | FFC 16                                       | 6 december 2014   | 3    | 3:00 | Wien, Österrike          |                          |
| Vinst    | 7-1   | Martin Batur (CRO)      | KO (slag)             | Austrian FC 1                                | 20 juni 2015      | 1    | 0:26 | Wien, Österrike          |                          |
| Vinst    | 8-1   | Sergio Souza (BRA)      | TKO (slag)            | Austrian FC 5                                | 4 mars 2017       | 1    | n/a  | Wien, Österrike          |                          |
| Vinst    | 9-1   | Francimar Barroso (BRA) | Domslut (enhälligt)   | UFC Fight Night: Volkov vs. Struve           | 2 september 2017  | 3    | 5:00 | Rotterdam, Nederländerna |                          |
| Vinst    | 10-1  | Justin Ledet (USA)      | Domslut (enhälligt)   | UFC Fight Night: Shogun vs. Smith            | 22 juli 2018      | 3    | 5:00 | Hamburg, Tyskland        |                          |
| Vinst    | 11-1  | Devin Clark (USA)       | TKO (slag)            | UFC 231                                      | 8 december 2018   | 1    | 4:05 | Toronto, Kanada          |                          |
| Vinst    | 12-1  | Jimi Manuwa (GBR)       | KO (huvudspark)       | UFC Fight Night: Gustafsson vs. Smith        | 1 juni 2019       | 1    | 0:42 | Stockholm, Sverige       | Performance of the Night |
| Förlust  | 12-2  | Volkan Özdemir (SUI)    | Domslut (delat)       | UFC Fight Night: Edgar vs. The Korean Zombie | 21 december 2019  | 3    | 5:00 | Busan, Sydkorea          |                          |
| Vinst    | 13-2  | Anthony Smith (USA)     | Domslut (enhälligt)   | UFC Fight Night: Smith vs. Rakić             | 29 augusti 2020   | 3    | 5:00 | Las Vegas, NV, USA       |                          |
| Vinst    | 14-2  | Thiago Santos (BRA)     | Domslut (enhälligt)   | UFC 259                                      | 6 mars 2021       | 3    | 5:00 | Las Vegas, NV, USA       |                          |